# جواو مانويل ميغيل
جواو مانويل ميغيل (بالبرتغالية: João Manuel F. Miguel‏) (مواليد 27 يوليو 1952) هو ملاكم برتغالي، مثّل بلاده في الألعاب الأولمبية الصيفية 1980.

## روابط خارجية
جواو مانويل ميغيل على موقع أوليمبيديا (الإنجليزية)